# Île Mayne
L'île Mayne est une île de Colombie-Britannique, une des îles Gulf.

## Géographie
L'île est située entre le Lower Mainland et l'île de Vancouver.

## Histoire
L'île a d'abord été habitée par des indiens Tsartlips, avant la colonisation européenne. George Vancouver s'y arrête en 1794. George Richards la nomme en 1857 en l'honneur de son lieutenant Richard Charles Mayne. 
Lors de la ruée vers l'or du canyon du Fraser (1858-1860), des mineurs de l'île de Vancouver s'y installent. Ils en réclament le territoire en 1859. 
Devenu un centre d'échanges important, en 1892 est construit le Springwater Lodge à Miners Bay, le plus ancien hôtel encore existant de Colombie-Britannique.

## Transport
BC Ferries exploite un service de traversier régulier pour véhicules et passagers à partir de Tsawwassen (Vancouver) sur le continent et de Swartz Bay (Victoria) sur l'île de Vancouver ainsi que vers les autres grandes îles Gulf du sud. SeaAir Seaplanes exploite un service régulier d'hydravions faisant escale sur l'île Mayne depuis le centre-ville de Vancouver et l'aéroport. L'auto-stop est courant sur l'île en été et des «arrêts de voiture» dédiés aux pick-up sont situés le long des routes principales.

## Parcs et plages
La réserve de parc national des Îles-Gulf offre des possibilités de navigation de plaisance, de kayak, de randonnée, d'observation de la faune et de pique-nique. Il y a un sentier en boucle facile de 1,5 km (0,9 mi) à Bennett Bay qui mène à Campbell Point. Campbell Point présente des vestiges de forêt ancienne et des vues sur l'île Georgeson. Bennett Bay possède une plage de sable qui convient aux bains de soleil et à la baignade. Georgina Point est l'emplacement d'un phare historique. Construit en 1885, le phare de Georgina Point marque l'entrée d'Active Pass. Des orques, des phoques communs et des oiseaux de mer peuvent tous être vus à Georgina Point.

## Galerie

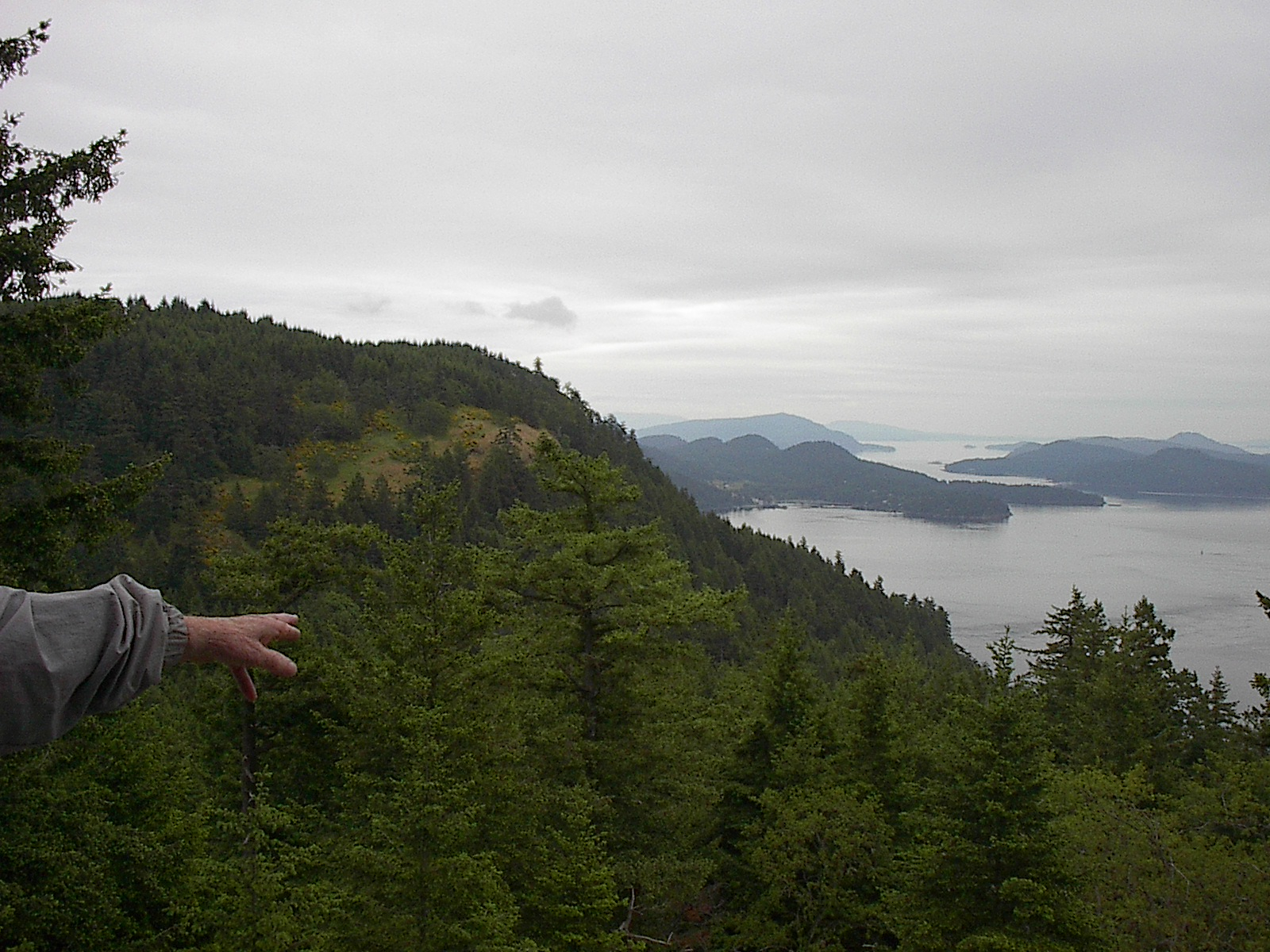
Village Bay vue du Mont Sutil
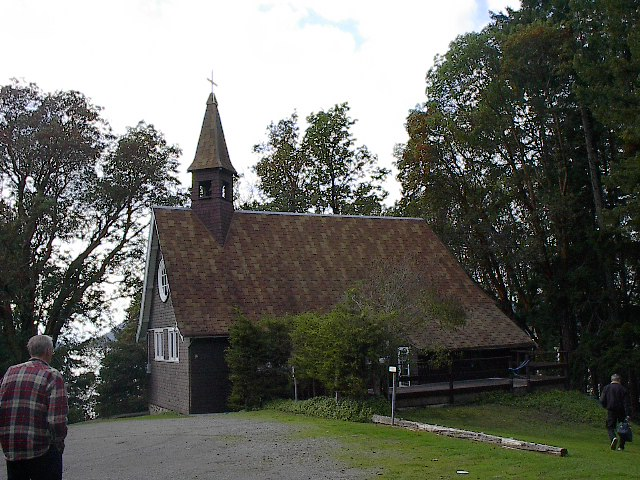
Église anglicane Sainte Mary Magdalen
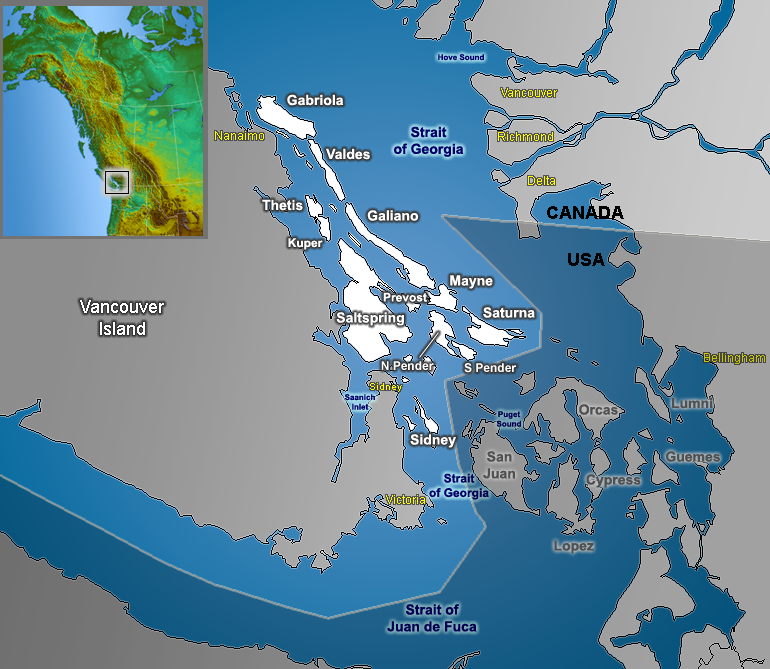
Les îles Gulf, l'île Mayne est au sud de l'île Galiano
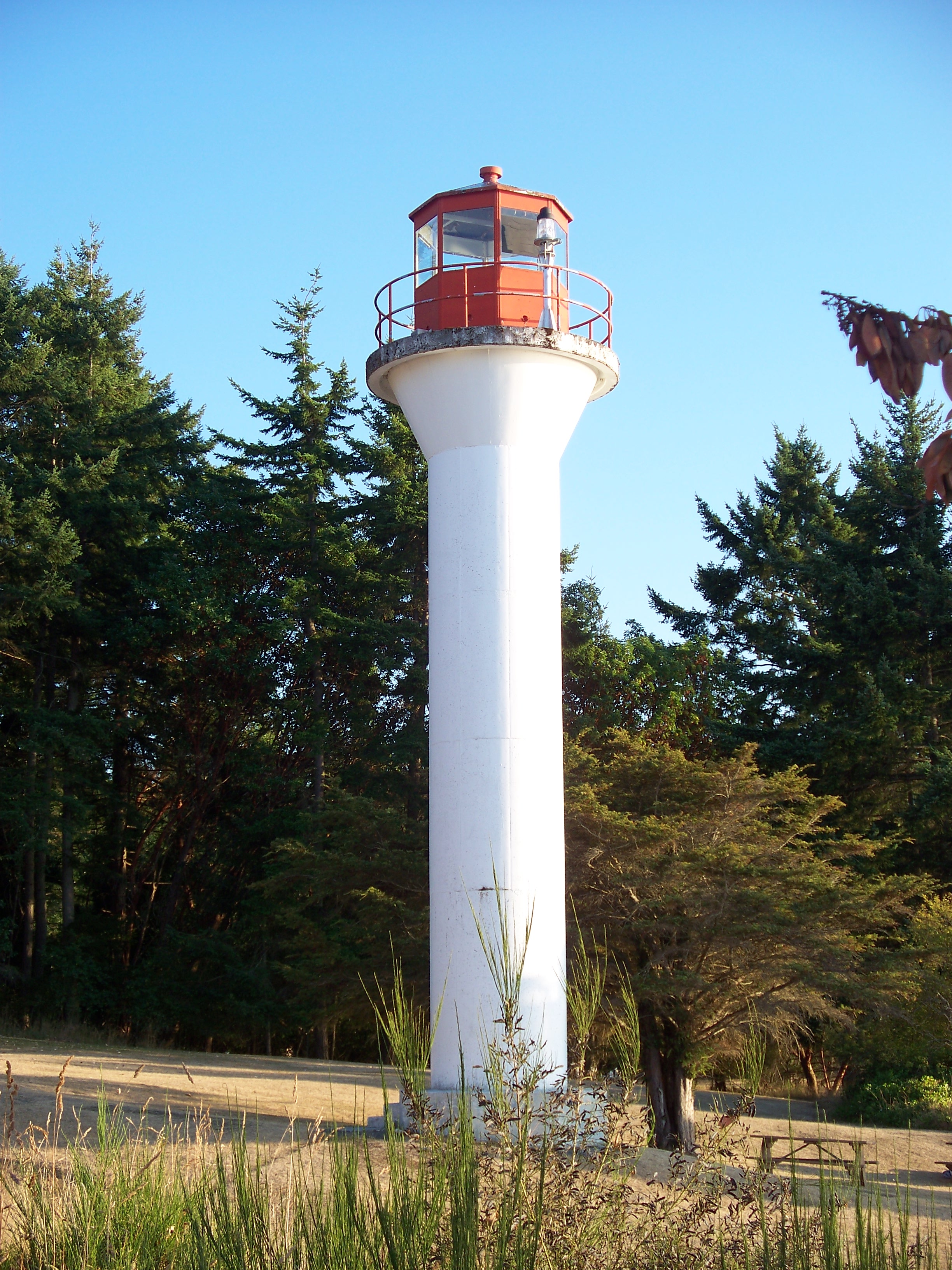
Phare d'Active Pass